# Christopher Tyng
Christopher Tyng (Long Beach, Agosto de 1968) é um compositor de televisão americano . Ele compôs a música de várias séries de televisão, incluindo Futurama, The O.C., Knight Rider, Suits e Rescue Me. O tema principal de Futurama, composto por Tyng, é fortemente inspirado na música "Psyche Rock" de Pierre Henry.